# Kopašnovo
Kopašnovo (ukrajinsky Копашново, maďarsky Gernyés) je obec v okrese Chust v Zakarpatské oblasti Ukrajiny. V obci sídlila rada kopašnovské vesnické komunity, do které patřily kromě Kopašnova ještě osady Lunka (ukrajinsky Лунка), Poljana (ukrajinsky Поляна) a Chustec (ukrajinsky Хустець). Od roku 2020 je Kopašnovo součástí chustského městského územního společenství.

## Historie
První písemná zmínka o obci (tehdy s názvem Gernesfalua) je uvedena v listině krále Zikmunda z roku 1409. V roce 1910 zde žilo 1828 občanů; z toho 1 605 Rusínů, 208 Němců, 15 Maďarů; podle víry: 1 619 řeckokatolíků a 207 Izraelců. Do podepsání Trianonské smlouvy byla ves součástí Uherska, poté byla součástí Československa. V roce 1930 bylo v obci evidováno 2230 obyvatel: 2014 Rusínů, 211 Židů, 4 Češi a Slováci a jeden cizinec. Největší dvě náboženské obce v roce 1930: 1 107 pravoslavných, kteří měli zděný kostel Přímluvy Matky Boží, a 908 řeckokatolických, kteří měli zděné kostely stejného zasvěcení z roku 1896 (zbořeny v roce 1981). V obci byla rusínská škola. Ukrajinská éra historie obce začala příchodem Rudé armády 23. října 1944. V obci byla otevřena osmiletá škola, knihovna a klub. Vesnice byla pojmenována Kopašneve. V roce 1990 dostali řeckokatolíci povolení k renovaci svého zničeného (1981) kostela, ale toto povolení bylo brzy odvoláno. Výstava nového řeckokatolického chrámu začala až v roce 1996. V roce 1995 Zakarpatská oblastní rada vrátila obci její starý název Kopašnovo.

## Rodáci
- Angelika Kostyshynová (*1996), česká modelka